# Дехконобод
Дехконобо́д (тадж. Деҳқонобод) — село у складі Хатлонської області Таджикистану. Адміністративний центр Гайратського джамоату Фархорського району.
Село розташоване на арику Дехкан.
Назва означає благоустроєний селянами. До 1952 року називалось Дехканарик.
Населення — 12267 осіб (2010; 12838 в 2009, 5301 в 1978).
Національний склад станом на 1978 рік — таджики.